# Raalte
Raalte est une commune et un village néerlandais, en province d'Overijssel, au cœur de la région naturelle du Salland. Au 1er janvier 2022, la commune compte 38 141 habitants, dont la moitié résident dans le village de Raalte, où se trouve l'hôtel de ville.

## Transports
La commune est desservie par deux gares, à Raalte et Holten, sur la ligne de Zwolle à Almelo.

## Galerie

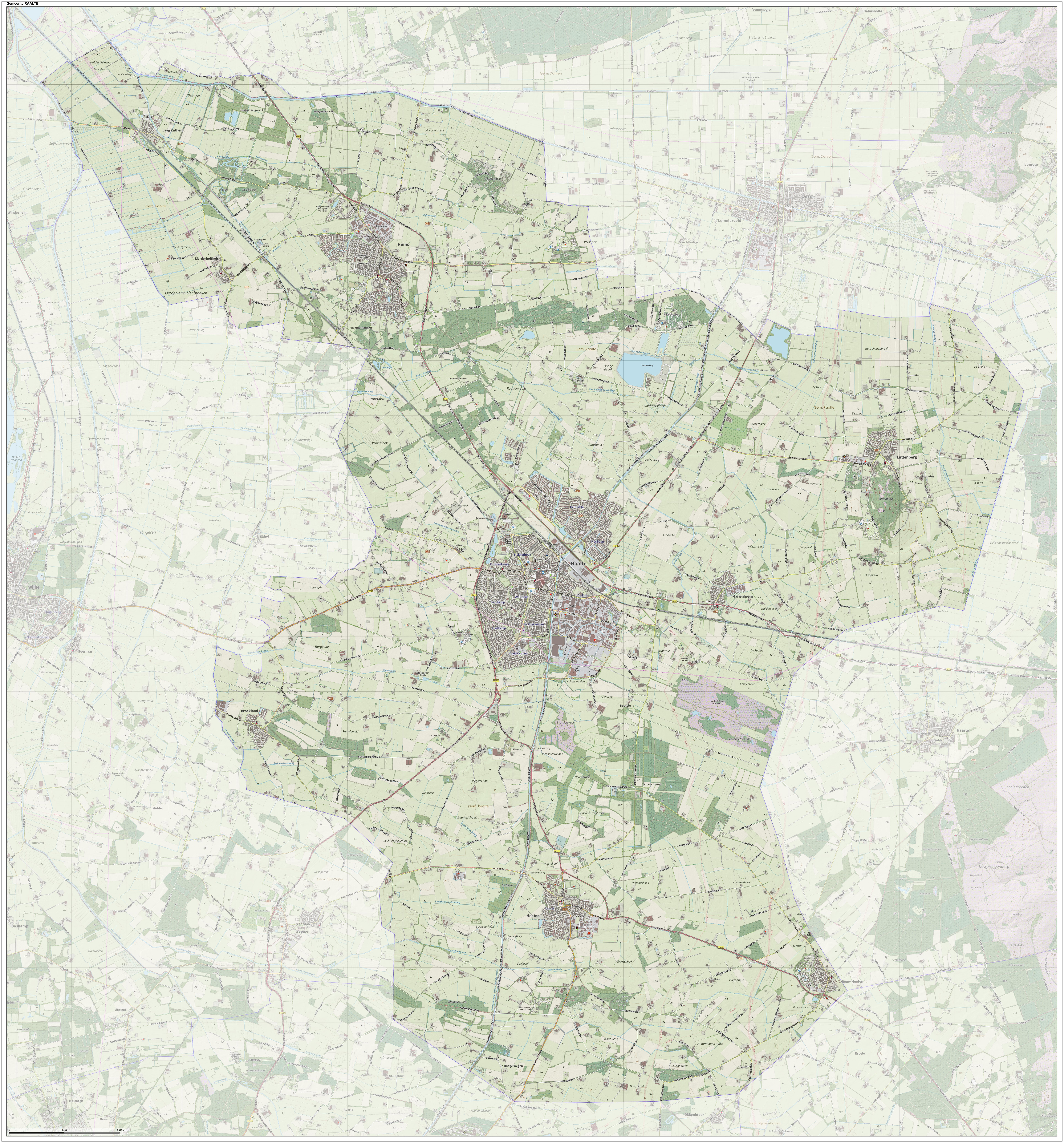
Carte topographique de la commune.
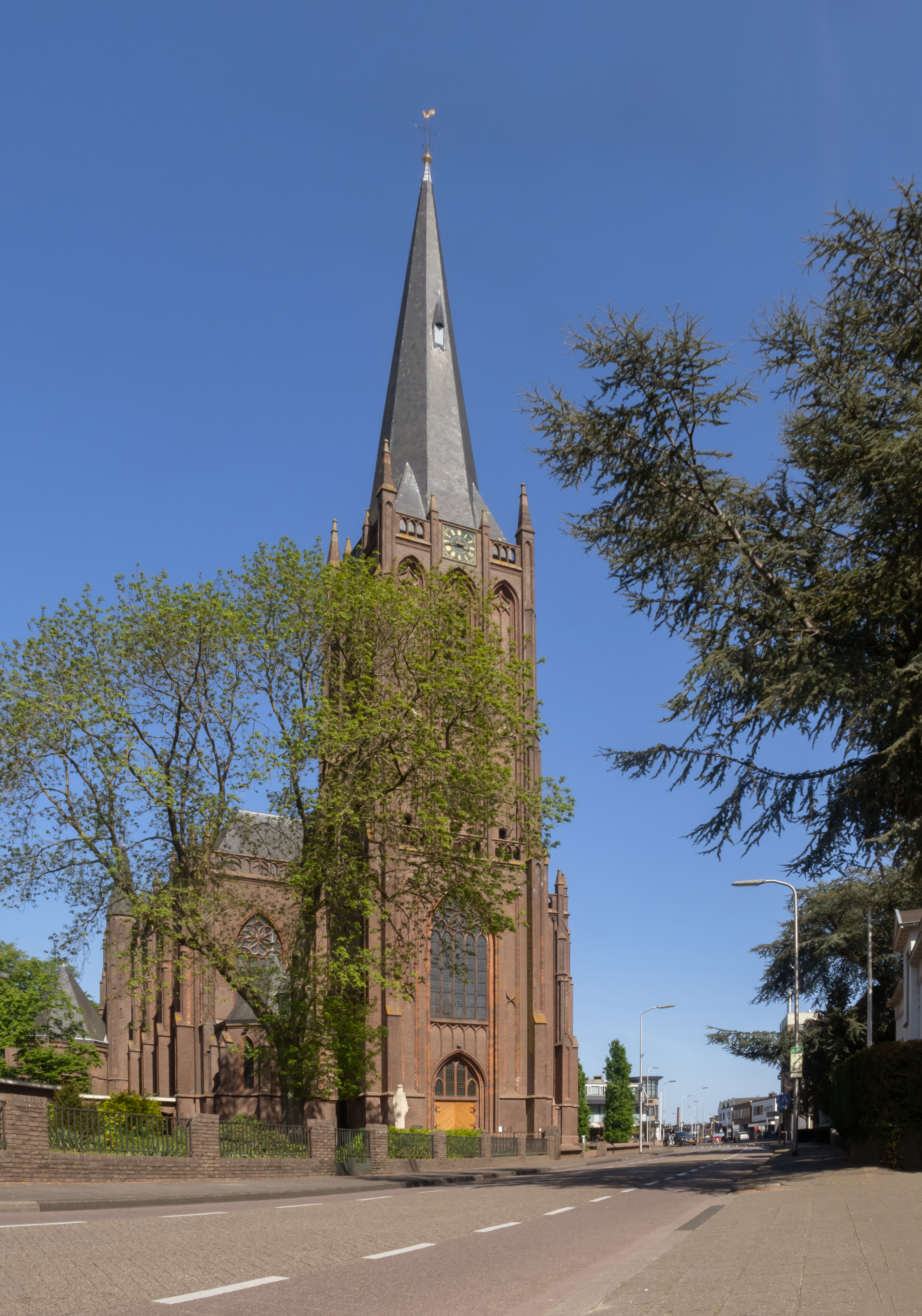
Raalte, Kerk Heilige Kruisverheffing.
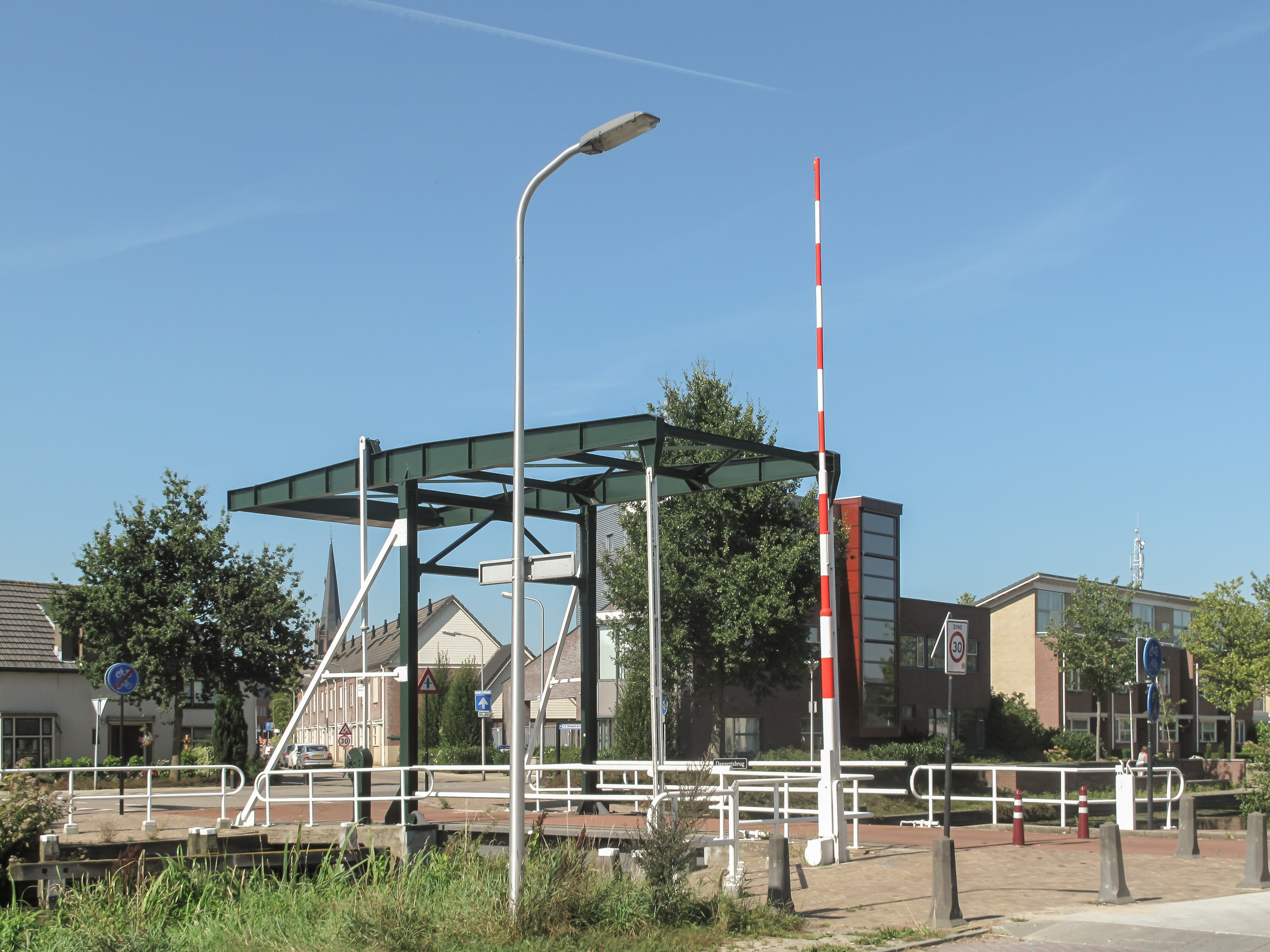
Raalte, pont basculant.